# Заіграєво
Заіграєво (рос. Заиграево) — селище міського типу, адміністративний центр Заіграєвського району, Бурятії Росії. Входить до складу Міського поселення Селище Заіграєво.
Населення — 5383 особи (2015 рік).